# 장흥 묵촌리 동백림
장흥 묵촌리 동백림(長興 墨村里 冬柏林)은 대한민국 전라남도 장흥군 용산면 묵촌리에 있는 동백나무 숲이다. 2004년 2월 13일 전라남도의 문화재자료 제248호로 지정되었다.

## 개요
동백나무(Camellia japonica Linnaeus)는 차나무과에 속하는 상록활엽소교목으로 수고가 8m, 가슴높이 둘레 1.5m에 이르며, 중국·일본 그리고 우리 나라의 제주도·울릉도·남해 다도해 섬지방·남부해안지방·서해 도서지방에 자생한다. ‘만다라화(曼茶羅花)’라고도 한다.
이곳은 행정상 용산면 접정2구(묵촌)에 속하며 묵촌들을 흐르는 하천을 따라 동백림이 형성되어 있다. 전하는 바에 따르면 풍수지리학설로 묵촌마을이 청룡 등이 짧아서 어동리 옹기점의 불길이 마을을 비추면 화를 당한다 하여 이 불빛을 막고자 청룡 등자락과 마을어귀까지 동백림, 송림, 죽전 들을 조성하였으며 이 마을에서는 예로부터 현재까지 문필가가 끊이지 않는다고 한다.
장흥 묵촌리(법정리：접정리)의 동백림은 상록활엽수림의 분포역에 식재된 숲정이로서 하천변 숲정이 조성을 위한 전형적인 식재방법으로 바람, 물살에 버티게 하는 포합수형태의 인공림조성으로 판단되어 가치가 있다. 그리고 동학농민전쟁시의 접주인 이방언(남도장군)을 기념하는 뜻과 마을수호의 숲정이로서의 의미도 있다.

## 같이 보기
- 동백나무

## 참고 문헌
- 장흥묵촌리의동백림 - 국가유산청 국가유산포털